# WarChalking
- Open node: Öffentlicher Hotspot
- Closed node (privat)
- Closed node mit WEP-Verschlüsselung
- Mesh node (Vermaschtes Netz)

WarChalking-Zeichen:
- Open node: Öffentlicher Hotspot
- Closed node (privat)
- Closed node mit WEP-Verschlüsselung
- Mesh node (Vermaschtes Netz)

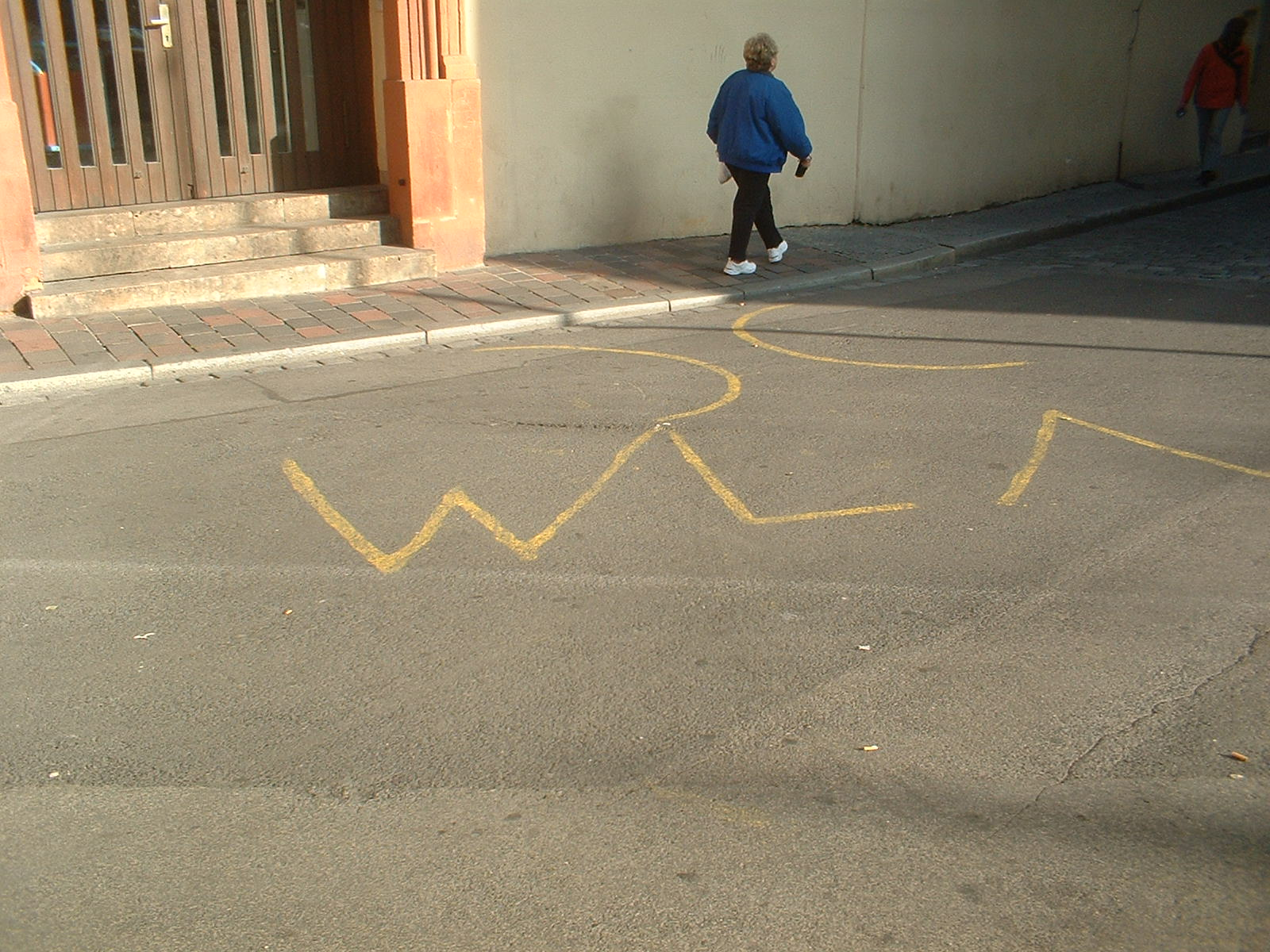
WarChalking-Zeichen auf einer Straße in Bamberg (offenes WLAN)

WarChalking (von WarDriving) bezeichnet die Markierung von an einem bestimmten Ort empfangbaren WLAN mittels Farb- oder Kreidezeichen (englisch chalk „Kreide“). Die Zeichen werden üblicherweise an Hauswänden, dem Straßenpflaster oder Laternenpfählen angebracht und geben teilweise sogar die SSID sowie das WEP-Kennwort an. Eingeweihte erkennen so schnell, wo man gratis per WLAN im Internet surfen kann.
Hierbei wird eine szenetypische Schreibweise verwendet. So bedeutet ein geschlossener Kreis, dass es sich bei dem vorliegenden WLAN um ein geschlossenes Netz handelt. Zwei entgegengesetzte Kreishälften bedeuten ein offenes ungesichertes Netz. Rund herum sind die technischen Informationen platziert, die einem Zugang zum Netz gewähren.
Aufgespürt werden die Wireless Access Points durch WarWalker oder WarDriver, die zu Fuß oder mit dem Auto zumeist durch Verwendung von WLAN-Sniffern nach empfangbaren WLAN suchen. WarChalking stellt dabei eine moderne Form der Zinken dar und bildet z. T. die WLAN-Topologie ab.